# Bdelyrus cochabambae
Bdelyrus cochabambae là một loài bọ cánh cứng trong họ Bọ hung (Scarabaeidae).